# Rdzawonos
Rdzawonos (Oenomys) – rodzaj ssaków z podrodziny myszy (Murinae) w obrębie rodziny myszowatych (Muridae).

## Rozmieszczenie geograficzne
Rodzaj obejmuje gatunki występujące w Afryce.

## Morfologia
Długość ciała (bez ogona) 130–185 mm, długość ogona 152–200 mm, długość ucha 12–25 mm, długość tylnej stopy 29–35 mm; masa ciała 74–138 g.

## Systematyka
Rodzaj zdefiniował w 1911 roku angielski zoolog Oldfield Thomas w artykule zatytułowanym O ssakach z północnej Angoli zebranych przez dr. W. J. Ansorge’a, opublikowanym w czasopiśmie „The Annals and magazine of natural history”. Gatunkiem typowym jest (oryginalne oznaczenie) rdzawonos leśny (O. hypoxanthus).

### Etymologia
Oenomys (Aenomys): gr. οινος oinos ‘wino, koloru wina’; μυς mus, μυος muos ‘mysz’.

### Podział systematyczny
Do rodzaju należą następujące występujące współcześnie gatunki:
| Grafika | Gatunek             | Autor i rok opisu | Nazwa zwyczajowa  | Podgatunki         | Rozmieszczenie geograficzne | Podstawowe wymiary                             | Status IUCN |
| ------- | ------------------- | ----------------- | ----------------- | ------------------ | --- | ---------------------------------------------- | ----------- |
|         | Oenomys ornatus     | O. Thomas, 1911   | rdzawonos ozdobny | gatunek monotypowy | górny las Gwinei w Afryce Zachodniej, na zachód od przełęczy Dahomey (od Senegalu na wschód do Ghany) | DC: 13–15,7 cm DO: 17,5–20 cm MC: 80–103 g     | DD          |
|         | Oenomys hypoxanthus | (Pucheran, 1855)  | rdzawonos leśny   | gatunek monotypowy | tropikalna Afryka od przełęczy Dahomey na wschód do Etiopii, na południe do północnej Angoli, południoweej Demokratycznej Republice Konga i południowo-zachodniej Tanzanii; zakres wysokości: 0–3300 m n.p.m. | DC: 13,6–18,5 cm DO: 15,2–19,9 cm MC: 74–138 g | LC          |

Kategorie IUCN:  LC  – gatunek najmniejszej troski,  DD  – gatunki o nieokreślonym stopniu zagrożenia.
Opisano również gatunki wymarłe:
- Oenomys olduvaiensis Jaeger, 1976[13] (Tanzania; plejstocen)
- Oenomys tiercelini Sabatier, 1982[14] (Etiopia; pliocen)